# Ґаювка-Заходня
Ґаювка-Заходня (пол. Gajówka Zachodnia) — село в Польщі, у гміні Сточек Венґровського повіту Мазовецького воєводства.
Населення — 58 осіб (2011).
У 1975-1998 роках село належало до Седлецького воєводства.

## Демографія
Демографічна структура станом на 31 березня 2011 року:
|          | Загалом | Допрацездатний вік | Працездатний вік | Постпрацездатний вік |
| -------- | ------- | ------------------ | ---------------- | -------------------- |
| Чоловіки | 30      | 3                  | 25               | 2                    |
| Жінки    | 28      | 4                  | 18               | 6                    |
| Разом    | 58      | 7                  | 43               | 8                    |